# Ува, Гонсалу
Гонсалу Ува (порт. Gonçalo Uva, родился 3 октября 1984 года в Лиссабоне) — португальский регбист, выступавший на позиции замка. Представлял национальную сборную Португалии, в составе которой выступал на чемпионате мира 2007 года.

## Биография

### Клубная карьера
Начал заниматься регби в возрасте восьми лет. В 2006 году перешёл из португальского клуба «Лиссабон» во французский профессиональный клуб «Монпелье Эро» и уже в первом сезоне за клуб дошёл до финала молодёжного чемпионата Франции U-23. По прошествии трёх сезонов продлил контракт ещё на три года, однако сезон 2009/2010 провёл в Португалии в составе клуба «Групу Дешпортиву Дирейту», чтобы одновременно завершить своё обучение на юриста. В составе команды завоевал титул чемпиона Португалии и вернулся в «Монпелье», с которым в сезоне 2010/2011 дошёл до финала Топ-14 и стал вице-чемпионом страны, проиграв в финале «Тулузе». Этот результат позволил ему выступить впервые в Кубке Хейнекен. Однако он изначально ушёл в команду «Невер», а затем вернулся снова в «Дирейту». С сезона 2012/2013 выступал за «Нарбонну». В 2014 году вернулся в Португалию и продолжил играть за клуб «Дирейту» до 2018 года, при этом продолжая карьеру юриста и заботясь о семье.

### Карьера в сборной
В составе сборной Португалии до 19 лет участвовал в юношеском чемпионате мира 2003 года в группе B, где Португалия заняла 4-е место (игра против Туниса завершилась вничью 15:15, в серии послематчевых штрафных тунисцы победили 4:3). Дебютировал в составе сборной Португалии 10 июня 2004 года матчем против британского клуба регбийных звёзд «Барбарианс», 24 марта 2018 года провёл в Лиссабоне свою сотую игру в карьере за сборную против Польши. Всего провёл 101 матч по состоянию на 16 июня 2018 года (игра против Германии в Гейдельберге), набрал 45 очков благодаря 9 попыткам. В 2007 году его сборная дебютировала на чемпионате мира во Франции, провёл все четыре игры за сборную на турнире.

## Семья
Его двоюродные братья — Васку и Жуан — также регбисты, выступавшие за португальскую сборную. Его двоюродная сестра Маргарида Соуза Ува замужем за председателем Европейской комиссии Жозе Мануэлом Баррозу. В 2013 году женился на телеведущей Каролине Патрочиниу, есть дочери Диана, Фредерика и Каролина.